# Clóvis do Rego Monteiro
Clóvis do Rego Monteiro (1898-1961) foi um filólogo e professor brasileiro. Exerceu o cargo de Secretário Geral da Educação e Cultura.
Em 1929, juntamente com Cecília Meireles, inscreveu-se no concurso para a cátedra de Português e Literatura Brasileira da Escola Normal do Distrito Federal. A banca examinadora era constituída pelos notáveis: Alceu Amoroso Lima (Tristão de Athayde), Antenor Nascentes, Coelho Neto e Nestor Vítor. Embora ambos tenham obtido a mesma nota (8,5), o escolhido foi Clóvis Monteiro, o que levou a que, em carta aberta ao Diretor da Instrução Pública do Rio de Janeiro, depois publicada no Diário de Notícias (edição de 27 de agosto de 1930), Cecília Meireles acusasse a banca examinadora de não estar afinada com o espírito da Escola Nova.
Após dez anos de livre-docência em língua portuguesa, em 1937 foi provido como catedrático no Colégio Pedro II, onde lecionou ao lado dos professores José Oiticica, Antenor Nascentes e Quintino do Vale.

## Obra
- 1929 - Traços do romantismo na poesia brasileira
- 1958 - Fundamentos clássicos do português do Brasil
- 1959 - Português da Europa e Português da América
- 1963 - Nova antologia brasileira

## Homenagem
Em memória de Clóvis do Rego Monteiro, um colégio público estadual localizado no bairro de Higienópolis, no município do Rio de Janeiro, tem a denominação de Colégio Estadual Professor Clovis Monteiro.